# Ср.
ср. («сравни», «сравните», от лат. cf., confer, «сравни») — сокращение, используемое в научном стиле речи.
За пределами биологии применяется для ссылки на другую работу или автора, высказывающих близкие, но несовпадающие, иногда значительно, взгляды (в случае простого подытоживания чужих взглядов обычно используется «см.»), традиционно в скобках, например, «(ср. Кузнецов 1984)». Некоторые авторы рекомендуют использовать «ср.» даже в случае банального парафраза. Сокращение используется также для сопоставления понятий: «арабские цифры (ср. римские цифры)», слов в словаре и тому подобного.
В биологии латинский эквивалент — cf. — используется в том случае, когда сам автор не уверен в своём определении вида. Таким образом определяется наименьший уровень неуверенности — «возможно, именно этот вид». Например, лат. Littorina cf. littorea означает «моллюск из рода Литторины, скорее всего обыкновенная литорина (лат. Littorina littorea)». Более серьёзные сомнения выражаются через лат. sp.: Littorina sp. — «какой-то вид из рода Литторины» и лат. aff.: Littorina aff. brevicula — «какой-то вид из рода Литторины, но точно не brevicula, хотя и похожий».